# Protesten in Myanmar (2021-2022)
Sinds februari 2021 zijn er in Myanmar grootschalige demonstraties gaande, ook wel bekend als de Lenterevolutie. Sinds het begin van de protesten zijn er meer dan 1000 doden gevallen.

## Achtergrond
Volgens de Myanmarese militaire junta, de Tatmadaw, die van 1962 tot 2011 het land had geregeerd maar daarna een groot deel van haar macht kwijtraakte, waren de verkiezingen van 8 november 2020 frauduleus verlopen. Dit werd door anderen weersproken. De Tatmadaw vroeg om een hertelling van de stemmen, maar dit werd geweigerd door de regering. Daarop werd er op 1 februari 2021 een staatsgreep gepleegd door het leger, onder leiding van generaal Min Aung Hlaing. Politiek leidster Aung San Suu Kyi werd bij deze coup afgezet en gevangengenomen, net als president Win Myint. Ook veel andere prominente leden van de Nationale Liga voor Democratie werden gearresteerd.
Meteen na de staatsgreep werd er door de nieuwe regering een stratocratie – een staatsvorm geleid door militairen – ingesteld. Het leger kondigde tevens voor een jaar de noodtoestand af.

## Gebeurtenissen

### 2021

#### Begin van de protesten

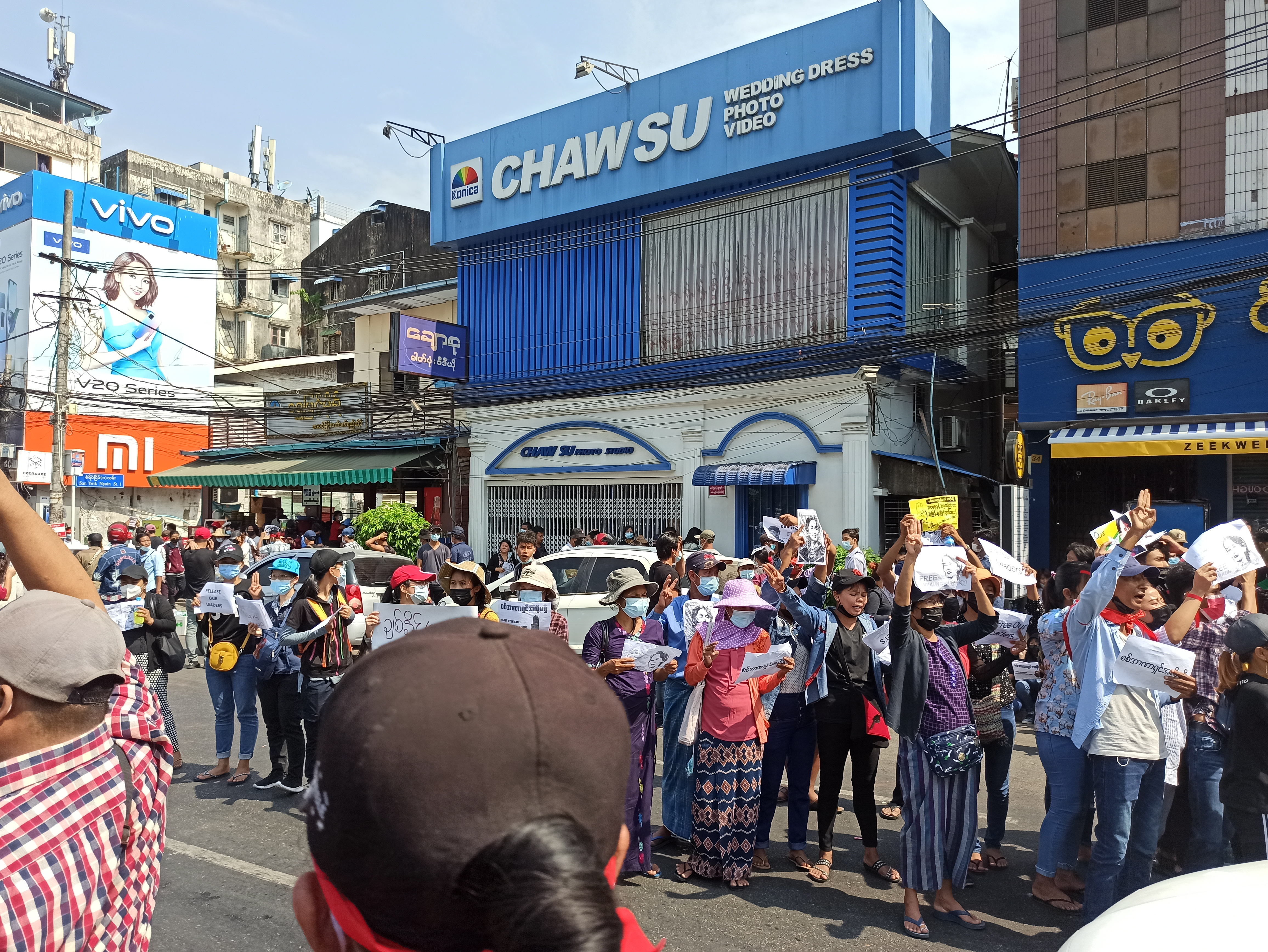
Demonstranten in Yangon, 8 februari

Al tijdens de eerste dagen na de staatsgreep braken er grootschalige protesten uit tegen de machtsovername. Gezondheidswerkers en andere ambtenaren begonnen op 2 februari een burgerlijke ongehoorzaamheidscampagne. De demonstranten eisten onder meer het vertrek van Min Aung Hlaing en de vrijlating van politieke gevangenen, onder wie Suu Kyi en Myint.
De militaire junta trad vanaf het begin hard op om de demonstraties de kop in te drukken. Halverwege maart 2021 waren als gevolg van de demonstraties inmiddels meer dan 200 doden gevallen.

#### Afsluiting van het internet
Op 4 februari werd in Myanmar Facebook door de nieuwe regering geblokkeerd. Myanmar Posts and Telecommunications blokkeerde ook Facebook Messenger, WhatsApp en Instagram. Als gevolg van de Facebook-blokkade nam de vraag naar VPN meteen enorm toe. Op 6 februari werd in het hele land het internet afgesloten, in reactie op de toenemende protesten onder de bevolking. Een dag later werd het internet in Myanmar deels weer hersteld. Vanaf 18 februari werden diverse sites waaronder Wikipedia opnieuw geblokkeerd.

#### Grote incidenten
- Op 8 maart werden in Sanchaung, een wijk van Yangon, 200 demonstranten vastgehouden door veiligheidstroepen. Ca. 50 mensen werden gearresteerd.[16] Drie dagen later sprak Tom Andrews, een speciale VN-rapporteur voor de mensenrechten in Myanmar, in een reactie van misdaden tegen de menselijkheid en riep de internationale gemeenschap op tot actie. Op dat moment waren er volgens de berichten in totaal zeker 70 mensen in Myanmar gedood door de veiligheidstroepen. Meer dan 2000 mensen waren gearresteerd.[17]
- Op 14 maart vielen er zeker 38 doden, van wie 22 in Yangon. In Hlaingthaya, een wijk van deze stad, werd de noodtoestand uitgeroepen.[18]
- Op 27 maart werden er in 44 steden in Myanmar in totaal zeker 114 burgerdemonstranten gedood, het hoogste aantal doden binnen een dag sinds het begin van de protesten na de staatsgreep.[19]
- Op 10 april werden er in Pegu meer dan 80 demonstranten gedood door veiligheidstroepen die geweergranaten gebruikten.[20]
- Op 5 december vielen in Yangon zeker vijf doden toen militairen met een jeep inreden op een groep burgerdemonstranten.[21]

#### Regering in ballingschap
Kort na de staatsgreep werd een Regering van Nationale Eenheid gevormd, die in mei 2021 de oprichting aankondigde van een volksleger, de People's Defence Force.

### 2022-heden
In mei 2022 beschuldigde Amnesty International het leger van Myanmar in een rapport uitgebracht naar aanleiding van eigen onderzoek van het schenden van de mensenrechten sinds de militaire coup van februari 2021.
Op 11 april 2023 vielen tientallen doden bij een bombardement door regeringsvliegtuigen op een rebellendorp.